# أتوفاكون / بروغوانيل
أتوفاكون/بروغوانيل(Atovaquone/proguanil)، الذي يباع تحت الإسم التجاري مالارون(Malarone) من بين أسماء أخرى، هو مزيج من دواءين مضادين للملاريا : أتوفاكون وبروغوانيل.  يستخدم لعلاج الملاريا و الوقاية منها، بما في ذلك الملاريا المقاومة للكلوروكين.   لا ينصح به للملاريا الشديدة أو المعقدة.  و يؤخذ عن طريق الفم. 
تشمل الآثار الجانبية الشائعة ما يلي: آلام البطن و القيء والاسهال والسعال و الحكة.  بينما قد تشمل الآثار الجانبية الخطيرة على: الحساسية المفرطة، ومتلازمة ستيفنز جونسون، والهلوسة، و مشاكل الكبد أيضاً.  كما أنه ليس من الواضح ما إذا كان استخدامه أثناء الحمل أو الرضاعة آمنًا للجنين.  إصافة إلى ذلك، فلا ينصح بالوقاية من الملاريا لدى الأشخاص الذين يعانون من ضعف وظائف الكلى.  يعمل أتوفاكون عن طريق التدخل في وظيفة الميتوكندريون في الملاريا بينما يعمل البروجوانيل عن طريق منع اختزال ثنائي هيدرو الفولات. 
ووفق على استخدامه الطبي في الولايات المتحدة في عام 2000.  و أصبح متاحًا كدواء مكافيء منذ عام 2011.  في المملكة المتحدة، تكلف الجرعة 2.10 جنيهًا إسترلينيًا اعتبارًا من 2019.  في حين تبلغ تكلفة الجملة في الولايات المتحدة 2.82 دولارًا أمريكيًا للجرعة اعتبارًا من عام 2019. 